# Gabi Fernández
Gabriel Luis Fernández Arenas (Madrid, 10 de julho de 1983), mais conhecido como Gabi, é um ex-futebolista espanhol que atuava como volante.

## Carreira
Formado nas categorias de base do Atlético de Madrid, foi emprestado ao Getafe em 2004. Em julho de 2007, Gabi foi contratado pelo Zaragoza por cerca de nove milhões de euros.
Durante seu período no clube, chegou a assumir a braçadeira de capitão da equipe, mas em 2011 retornou ao Atlético de Madrid. Com diversos títulos conquistados pelo clube, Gabi está entre os dez jogadores que mais atuaram com a camisa dos colchoneros.

## Títulos
Atlético de Madrid
- Liga Europa da UEFA: 2011–12 e 2017–18
- Supercopa da UEFA: 2012
- Copa do Rei: 2012–13
- La Liga: 2013–14
- Supercopa da Espanha: 2014

Al Sadd
- Q-League: 2018–19
- Supercopa do Catar: 2019
- Copa do Catar: 2020

### Prêmios individuais
- Equipe do Ano da La Liga: 2013–14
- Equipe do Ano da Liga dos Campeões da UEFA: 2013–14[4] e 2015–16[5]
- Equipe do Ano da Liga Europa da UEFA: 2017–18[6]